# John Ray
Pour les articles homonymes, voir Ray.
John Ray, né le 29 novembre 1627 dans le village de Black Notley, près de Braintree dans l'Essex, et mort le 17 janvier 1705, est un naturaliste anglais, parfois surnommé le « père de l'histoire naturelle britannique ». Jusqu'en 1670, il signe John Wray. Contrairement aux autres naturalistes de son époque, il n'est pas médecin. Il ne s'intéresse donc pas aux plantes pour la pharmacologie mais pour des raisons plus scientifiques. Il est également l’auteur de très importants travaux en zoologie.
Ray est considéré comme l’un des fondateurs de l’histoire naturelle moderne.

## Biographie
Fils de forgeron, il fait ses études à l’école de grammaire de Braintree. À seize ans, sans doute grâce à une sorte de bourse octroyée par le vicaire de Braintree, il part étudier à Cambridge à St Catharine's College. En 1645, il est transféré au Trinity College où son tutor est le professeur royal de grec, James Duport ; l’un de ses camarades est le futur mathématicien Isaac Barrow. Il semble que cet établissement lui ait plus convenu que le premier. En 1649, il est élu membre (minor fellow). Il occupe une chambre que Sir Isaac Newton occupera quelques années plus tard. Il donne des conférences sur le grec (à partir de 1651), les mathématiques (1653) et les humanités (1655). Il est praelector (1657), doyen junior (1657), puis steward de l’école (1659 et 1660). Suivant les habitudes de l’époque, il peut prêcher dans la chapelle de l’école ainsi qu’à St Mary the Great with St Michael avant d’entrer dans les ordres.
Il acquiert une solide connaissance du latin. L’un de ses biographes, analysant la qualité et le style de l’écriture latine de John Ray, en déduit que celui-ci l’a longuement et attentivement étudié. Contrairement à Nehemiah Grew par exemple, c'est en latin que Ray écrira. Ce choix a sans doute provoqué la méconnaissance persistante de son œuvre parmi les scientifiques anglais et américains. Pourtant, il s’intéresse également à la langue anglaise et fait paraître en 1670 une collection de proverbes sous le titre de Collection of English Proverbs.
John Ray est ordonné prêtre le 23 décembre 1660. La vie calme et studieuse de Cambridge s’interrompt brutalement en 1662, Ray refusant alors d’adhérer à l’Act of Uniformity. Il quitte ses fonctions l’année même de l’entrée de Newton au Trinity College. Il se retire alors dans son village natal où, dit-il lui-même, il se fie à la Providence et à de bons amis. On pourrait croire que son départ de Cambridge le conduit à abandonner ses recherches, ne serait-ce que parce qu’il se retrouve isolé et sans disposer des riches bibliothèques de l’université. Mais Ray dispose d’une riche bibliothèque personnelle, ses amis, en outre, doivent l’assister dans ses recherches et lui fournissent certainement des livres.
C’est durant ses années à Cambridge que John Ray rencontre Francis Willughby, entré comme membre (fellow-commoner) au Trinity College. Bientôt les deux hommes nouent une solide amitié. En 1660, ils partent observer la nature sur l’île de Man. William Derham, qui rencontre Ray à la fin de sa vie, écrira : 
« Ces deux hommes, considérant que l’Histoire de la Nature trop imparfaite [...] concluent alors [...] qu’il doivent réduire les Ensembles de Choses à une Méthode ; et de donner des Descriptions précises de différentes espèces, à partir d’une stricte opinion. Et comme le génie de M. Willughby le conduit à principalement aux animaux comme les Oiseaux, les Bêtes, les Poissons et les Insectes et M. Ray aux végétaux. »

Cette amitié n’est pas seulement l’occasion pour Ray d’entamer une fructueuse collaboration, Willughby, homme aisé et généreux, finance leurs voyages communs et offre à Ray, jusqu’à la fin de ses jours, un hébergement ainsi qu’une rente de soixante livres après la mort précoce de Willughby, Ray s’occupant de l’éducation de ses deux fils, Francis (1668-1688) et Thomas (1672-1729). Ray sera toute sa vie reconnaissant et écrira d’ailleurs à la sœur de Willughby : 
« Je dois à la générosité de votre Honoré Frère, que je puisse avoir le loisir d’écrire n’importe quelle pensée. »
Willughby meurt à seulement trente-six ans. Les historiens des sciences ont souvent tenté de mesurer la part de l’un ou de l’autre dans les ouvrages que va publier Ray après la mort de Willughby. Il est indéniable, et Ray lui-même le souligne avec une grande modestie, que l’apport de Willughby, la qualité et le nombre de ses observations, est immense. L’œuvre de deux hommes, où il est impossible de démêler avec exactitude la part prise par l’un ou par l’autre, est un bel exemple de l’amitié en science, qui n’est pas même interrompue par la mort.

### Un grand voyage en Europe
De 1663 à 1666, Ray et Willughby voyagent en Europe, parfois entourés d’autres compagnons. Ils visitent la France, les Pays-Bas espagnols, la Principauté de Liège, la Prusse, l’Autriche, la Suisse et l’Italie. Ils réalisent de nombreuses observations sur la flore comme sur la faune et rencontrent de nombreux savants. Le voyage est interrompu lorsque le roi de France émet un édit en 1666 qui interdit la présence de Britanniques sur le sol du royaume. Les deux hommes rapportent une immense moisson d’observations qu’ils commencent alors à organiser.
Ray rencontre, de passage à Montpellier en 1665, Niels Stensen (1638-1686), auteur De Solido intra Solidum naturaliter Contento (publié en 1669 et traduit en anglais en 1671). C’est dans ce traité, à la suite de Robert Hooke (1635-1703), que Stensen établit pour la première fois la vraie nature des fossiles.
Six ans plus tard, Willughby meurt. Quatre ans plus tard, Ray publie l’Ornithology au nom de son ami, suivi, en 1686, de son Historia Piscium. Celui-ci est considéré, plus encore que l’Ornithology, davantage comme l’œuvre de Ray que de celle de Willughby.
John Ray est élu membre de la Royal Society en 1667. Willughby et Ray font bientôt paraître dans les mémoires de la Royal Society leur première publication scientifique, elle est consacrée à la circulation de la sève dans les arbres. John Wilkins (1614-1672), qui avait activement participé à la création de la Royal Society, lui demande de traduire en latin son livre Real Character.
En 1673, il se marie avec Margaret Oakley de Launton. En 1676, il s’installe à Sutton Coldfield, puis en 1677 à Falborne Hall en Essex. Finalement, en 1679, il s’installe à Black Notley où il mourra.
En 1693, il publie A Collection of Curious Travels and Voyages (en deux tomes : dans le premier tome, il décrit le voyage de Leonhard Rauwolf dans les pays de l'Est et le deuxième tome regroupe plusieurs voyages d'autres biologistes).

## La botanique

### Ses premiers travaux de botanique
Il commence à s’intéresser aux plantes alors que, malade, il doit faire de longues marches dans la campagne. Il dira plus tard que l’étude des plantes peut être un loisir qui permet de contempler ce que l’on a constamment sous les yeux et que l’on piétine sans y penser, d’admirer la beauté des plantes et l'art habile de la nature. D'abord la diversité des plantes de printemps, puis la forme, la couleur et la structure de plantes particulières m'a fasciné et absorbé : l'intérêt pour la botanique est devenu une passion.
En 1660, il fait paraître anonymement une flore des environs de Cambridge, Catalogus stirpium circa Cantabrigiam nascentium où il expose ses premières observations en suivant l’organisation de l’ouvrage de Gaspard Bauhin (1560-1624), Catalogus Plantarum circa Basileam sponte nascentium, publié en 1622. Il décrit pas moins de 558 espèces des environs de Cambridge qu’il a toutes examinées directement. Chaque fois qu'il aborde une espèce nouvelle, il donne des informations sur une description morphologique, son habitat, sa floraison et des indications thérapeutiques. Il suit la classification de Jean Bauhin (1541-1613), frère de Gaspar Bauhin. L'ouvrage connaît un immense succès.
Thomas Johnson (1604/5-1644) et son ami John Goodyer (1592-1664) avaient envisagé dès 1641 de réaliser une flore britannique, mais la mort de Johnson durant le siège de Basing House met un terme à ce projet. Ray entreprend alors de poursuivre un projet identique et de réaliser une flore de l’Angleterre. Ce projet ne trouvera un aboutissement qu'avec la parution de son Iter plantarum de 1690.
Après son départ de Cambridge, Ray entreprend de faire un grand voyage d'étude botanique qui le conduit, du 5 août 1658 au 18 septembre de la même année, à visiter la région de Northampton, Warwick, Coventry, Derby, Buxton, Anglesey, Worcester, Gloucester, etc. En 1670, il publie Catalogus plantarum Angliæ et insularum adjacentium, première flore anglaise.

### Historia plantarum...
Ray envisage la publication d'une flore européenne et étend ses voyages à l'Europe. Il commence à travailler sur ce nouveau projet en 1682 et fait paraître la première partie en 1686, sous le titre d’Historia plantarum generalis, première tentative d'une flore mondiale. Cet ouvrage possède des clés d'identification dichotomiques mais ne possède ni schéma ni dessin. C'est seulement en 1690 que Ray inclut de nombreux dessins à l'aquarelle dans son ouvrage Synopsis  methodica  stirpium  Britannicarum. Il utilise d'ailleurs le terme Anthropomorpha dans cet ouvrage pour décrire les singes. La publication de son Historia plantarum s’achève en 1704 avec la parution de la troisième partie. Ray ajoute aux espèces européennes les plantes qui lui sont envoyées par les explorateurs européens. La taille très imposante de ces volumes, que la présence d’illustrations n’explique pas, les rend difficilement maniables, surtout dans le cadre de leur consultation sur la table d’un naturaliste. Selon Arber (1943), c’est sans doute l’une des raisons qui ont fait des Institutiones rei herbariae de Joseph Pitton de Tournefort (1656-1708), livre de petite taille et très maniable, un ouvrage de référence pour les botanistes du début du XVIIIe siècle, bien plus que les qualités intrinsèques de la classification de John Ray. Celui-ci décrit dans son Historia plantarum 18 600 espèces selon leur aspect et même si la plupart ne sont pas des nouveautés, les descriptions, brèves et complètes, sont d’une grande qualité.
John Ray touche vingt livres pour chacun de trois volumes de l’Historia plantarum ainsi que vingt exemplaires gratuitement. Compte tenu du coût de fabrication de cet ouvrage et des standards de l’époque, c’est plutôt une bonne rémunération.

### La classification botanique
Probablement inspiré par Théophraste, Ray tente une première classification naturelle des plantes et expose sa méthode dans trois ouvrages : Methodus plantarum nova (1682), le premier volume d'Historia plantarum (1686) et dans Methodus emendata (1703). Il sépare ainsi les monocotylédones des dicotylédones de façon nette (notice du 26 juin 1682 de son ouvrage Methodus plantarum nova), les gymnospermes des angiospermes. Il écarte aussi les plantes sans fleurs (comme les fougères) des plantes à fleurs.
Grâce à lui, le vocabulaire botaniste s'enrichit considérablement. On lui doit notamment le terme de cotylédon ou celui de pollen. Il emploie aussi le vocabulaire formé par Marcello Malpighi (1628-1694), de Karl Sigismund Kunth (1788-1850) ou de Nehemiah Grew (1641-1712).
Il tente également une ébauche de classification des champignons.

## La zoologie

### L'ornithologie

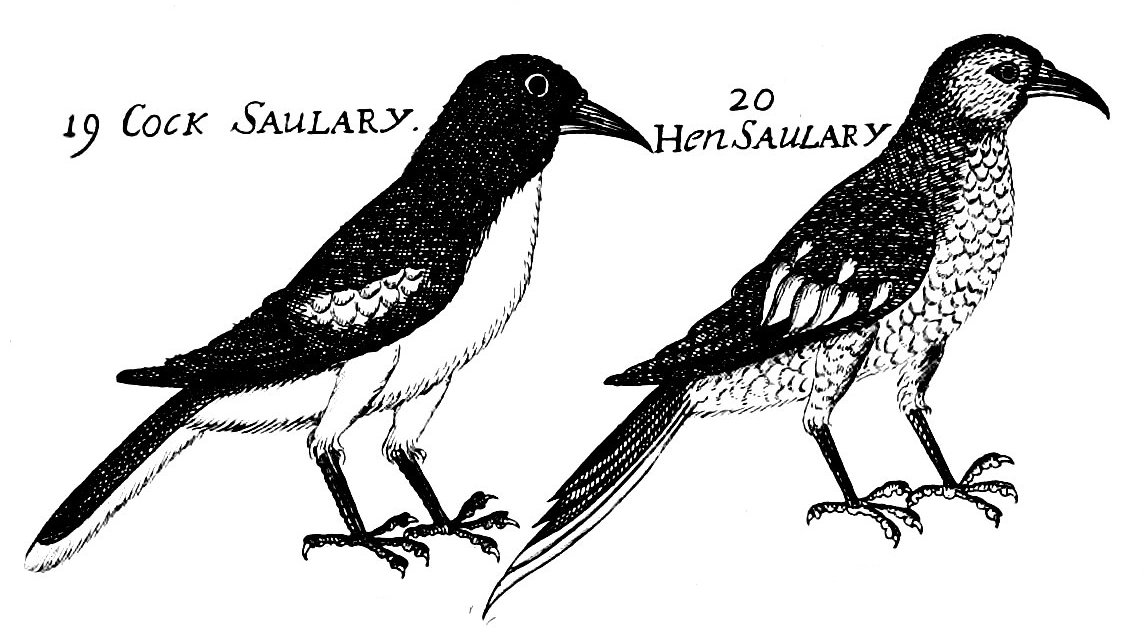
Le Shama dayal (Copsychus saularis) est une espèce de passereau. Illustration du Synopsis methodica avium & piscium de John Ray.

En 1676, Ray publie Ornithologia libri tres de Francis Willughby, mort prématurément. Cette version latine est suivie d'une version en langue anglaise deux ans plus tard. On considère l’Ornithologia comme l'un des ouvrages fondateurs de l'ornithologie moderne. On ne connaît pas la part exacte prise par Ray dans la réalisation de cet ouvrage ; son amitié avec Willughby explique sans doute sa discrétion.
Ils voyagent ensemble en Europe. Aux Pays-Bas, ils observent des colonies de hérons et de cormorans.

### L’ouvrage sur les espèces marines
Pour écrire l’Historia Piscium, Ray fréquente assidûment les marchés de Londres, et ceux de Rome lors de son séjour en Italie. Il est à la recherche d’espèces rares et n’hésite pas à interroger les marins les plus anciens et les plus expérimentés.

### Les reptiles et autres animaux
Il rassemble, sous le titre commun de Quadrupèdes, les quadrupèdes vivipares (c'est-à-dire les Mammifères) et les quadrupèdes ovipares (c'est-à-dire les Reptiles à quatre membres).
John Ray découvre que le cœur à un ventricule est un caractère distinctif des Reptiles parmi les Vertébrés possédant des poumons.
John Ray distingue, parmi les Vertébrés, les Quadrupèdes porteurs de poils qui sont vivipares.

### Les insectes
Les observations que Ray publient sont largement en avance sur son temps. Il note notamment que l’examen des larves, des pupes et des imagos sont nécessaires à une correcte classification des insectes. L’apport de Willughy est indéniable dans cette partie. Les lépidoptères rhopalocères comptent désormais 47 espèces britanniques parfaitement reconnaissables, dont six nouvelles. L’ouvrage est laissé inachevé, Ray n'ayant pas eu le temps de faire paraître la partie consacrée aux hétérocères.
En 1671, il est le premier à décrire l'isolement de l'acide formique,  en distillant un nombre important de cadavres de fourmis. En effet, des alchimistes savaient dès le XVe siècle que certaines fourmis produisaient une vapeur acide.  

## La notion d'espèce
Au XVIIe et au XVIIIe siècles de nombreux zoologistes et botanistes avaient utilisé les notions de genre et d'espèce mais sans leur donner un fondement rigoureux, situation qui avait abouti à une prolifération des noms attribués aux espèces décrites.
On attribue en général à Carl von Linné (1707-1778) la définition de ces notions, mais l'examen attentif des textes de John Ray, que Linné cite à de nombreuses reprises, montre que Ray les avait décrits en des formulations très similaires à celles que Linné emploiera une trentaine d'années plus tard. Mais le mérite de la précision et de la synthèse revient incontestablement à Linné.
Dans son Historia plantarum, Ray indique ainsi que les plantes ne peuvent pas transmettre à leurs descendances des caractéristiques accidentelles acquises. Il précise que les individus appartenant à une espèce donnée engendrent des individus identiques à eux. Il souligne également l'absence de descendance fertile à un croisement entre deux individus d'espèces différentes.
Reste à intégrer dans cette vision des espèces les différences individuelles. Pour Ray, elles ne sont dues qu'à des accidents ou des contraintes de l'environnement (comme le climat, la nature du sol ou l'alimentation). La diversité d'apparence des espèces domestiques, n'empêchant pas des croisements, constitue une preuve supplémentaire aux yeux de Ray de la stabilité des espèces.
Ray croit que le nombre des espèces est fixe depuis la création du monde et ses nombreuses observations ne l'amènent pas à concevoir une possible évolution.

## La philosophie

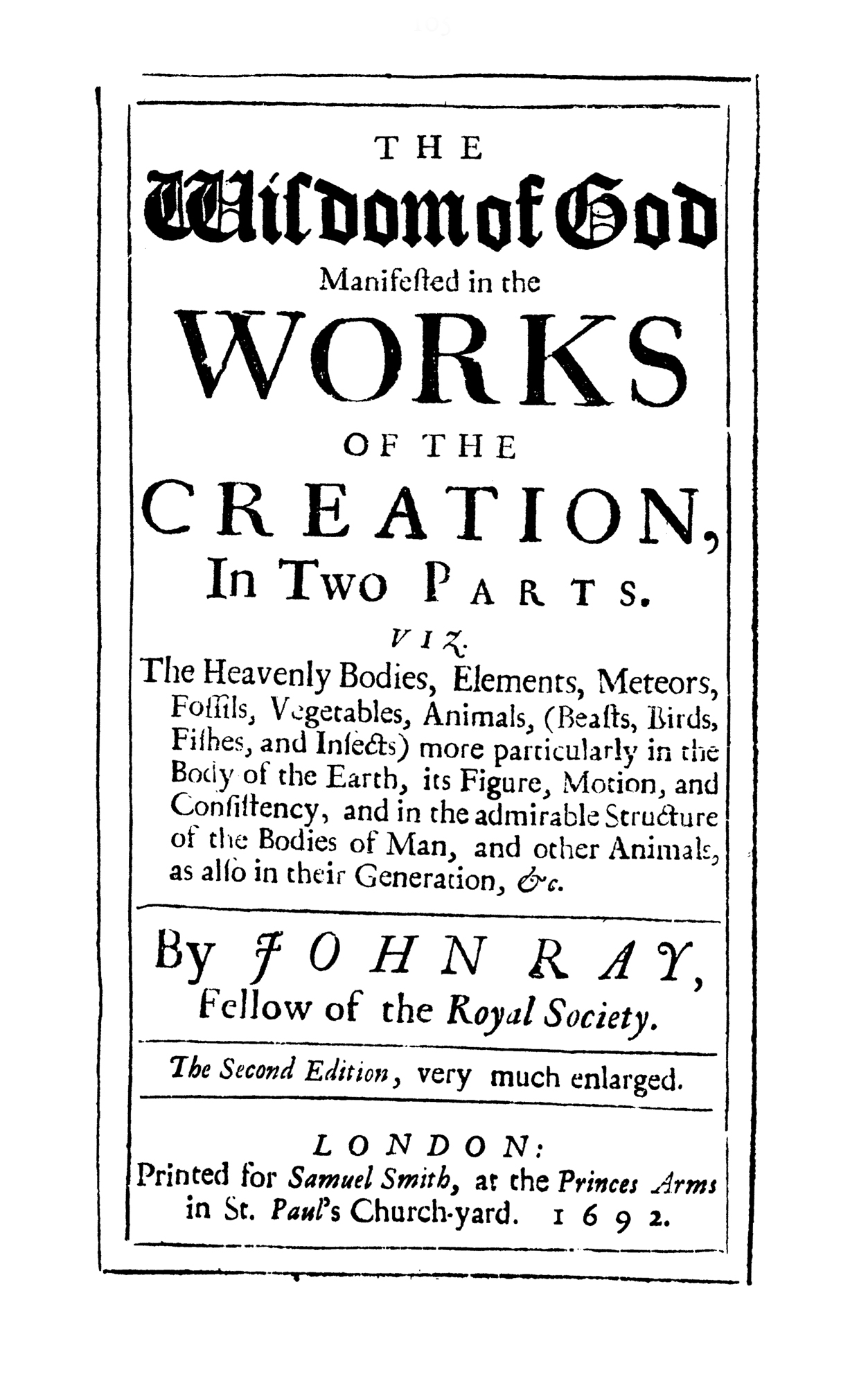
Frontispice de The Wisdom of God, deuxième édition de 1692.

John Ray fait paraître en 1691 The Wisdom of God Manifested in the Works of the Creation, qui est édité vingt-trois fois entre 1691 et 1846,. La première édition est totalement vendue en moins d’un an. Le sujet de ce livre n’est pas vraiment original, bien d’autres auteurs faisant, comme Ray, de l’adaptation des animaux et des plantes à leur environnement la preuve de la sagesse et du pouvoir du Créateur. Ray s’y intéresse à de nombreux sujets comme l’influence de la lune sur les marées, la forme des cellules de la ruche des abeilles, les mouvements des oiseaux et des poissons, etc.
Son texte est utilisé par William Paley (1743-1805) dans sa Natural Theology de 1802, dont les exemples d’adaptation seront utilisés par Charles Darwin (1809-1882).
Pour un croyant comme John Ray, la Bible est considérée comme un document historique littéralement vrai. Ray a ainsi beaucoup de difficulté à concilier le récit biblique du Déluge. Ray avance ainsi que le Déluge a été provoqué par la pression sur les mers de l’eau souterraine. Pour autant, certaines des conceptions géologiques de Ray sont très en avance sur son temps.
En 1692, il publie Three Physico-Theological Discourses dans lequel il examine les montagnes comme étant des éléments indispensables à l'environnement, il plaide en faveur d'une réévaluation de l'âge de la Terre en fonction de l'âge des montagnes.
Ray connaît Francis Bacon, et la nouvelle science, terme qu’il utilise pour désigner la pensée cartésienne[réf. nécessaire]. Il possède les Principia philosophiae (1644), Dissertatio de Methodo (1650) et Passiones Animae (1650) de René Descartes (1596-1650). Il n’est pas étranger non plus aux platoniciens de Cambridge, notamment Thomas More (1478-1535) et Ralph Cudworth (1617-1688).

## Publications
- (la) Synopsis methodica animalium quadrupedum et serpentini generis, Londres, Samuel Smith & Benjamin Walford, 1693 (lire en ligne)
- (la) Synopsis methodica avium, Londres, William Innys, 1713 (lire en ligne)
- (la) Synopsis methodica stirpium britannicarum, Londres, Samuel Smith, 1690 (lire en ligne)
  - (la) Synopsis methodica stirpium britannicarum, Londres, Samuel Smith & Benjamin Walford, 1696 (lire en ligne)
- (la) Methodus plantarum, Londres, Christianus Andreas Myntsing, 1733 (lire en ligne)

## Postérité de John Ray

### Postérité scientifique
La Ray Society fondée en 1844 commémore son nom. Le but de cette société est de promouvoir des travaux en histoire naturelle.

### Postérité littéraire
Dans le roman Lolita, l'écrivain Vladimir Nabokov, entomologiste passionné, notamment par les lépidoptères, a fait d'un certain John Ray Junior (psychiatre, cousin de Humbert Humbert, Ph. D. de Widworth dans le Massachusetts,) l'éditeur fictif de la confession du personnage principal.

### Sources
- Agnes Arber (1943). A Seventeenth-Century Naturalist : John Ray. Isis : International Review devoted to the History of Science and its Cultural Influences, 34 (4) : 319-323.  (ISSN 0021-1753)
- Geoffrey A. Lee (1981). The Francis Willughby Executorship Accounts, 1672-1682 : An Early Double-Entry System in England, The Accounting Review, 56 (3, juillet 1981) : 539-533.
- Charles E. Raven (1986). John Ray Naturalist: His Life and Works, Cambridge University Press (Cambridge), collection Cambridge Science Classica : xxv + 506 p.  (ISBN 0521310830)
- William T. Stearn (1986). The Wilkins Lecture, 1985 : John Wilkins, John Ray and Carl Linnaeus. Notes and Records of the Royal Society of London, 40 (2) : 101-123.  (ISSN 0035-9149)